# Hydnoporia

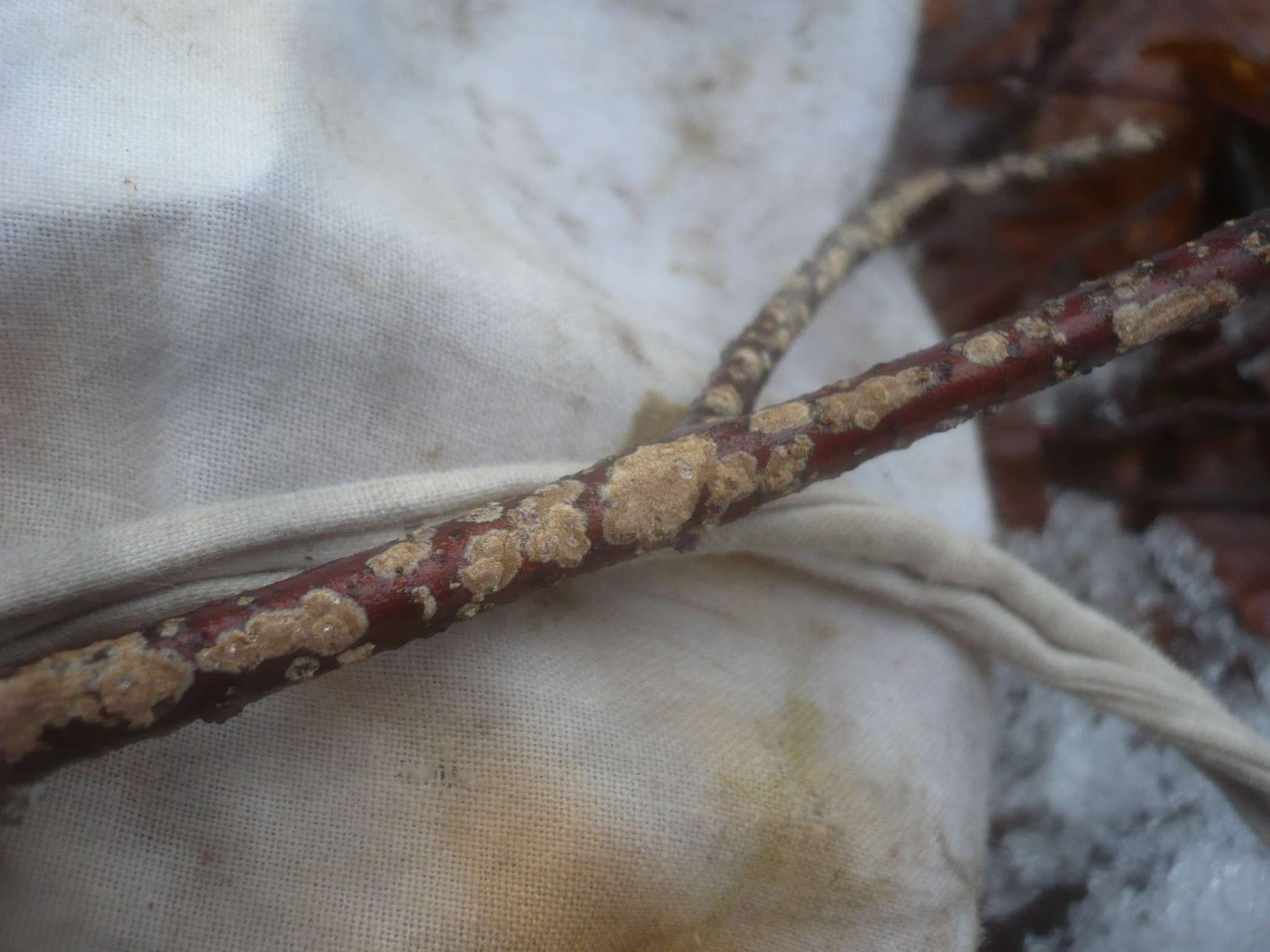
Szczeciniak chropawy

Hydnoporia Murrill – rodzaj grzybów z rodziny szczeciniakowatych (Hymenochaetaceae). W Polsce występują dwa gatunki.

## Systematyka i nazewnictwo
Pozycja w klasyfikacji według Index Fungorum: Hymenochaetaceae, Hymenochaetales, Incertae sedis, Agaricomycetes, Agaricomycotina, Basidiomycota, Fungi.
Takson ten wprowadził William Alphonso Murrill w 1907 r.

## Charakterystyka
Grzyby nadrzewne tworzące rozpostarty, rozpostarto-odgięty lub kopytkowaty, bokiem przyrośnięty owocnik o brązowych odcieniach. Hymenofor gładki lub kolczasty (z różnymi formami przejściowymi). System strzępkowy dimityczny. Strzępki z prostymi przegrodami. Występują bardzo duże szczecinki o długości do 140 × 18 µm, spiczaste, wrastające głęboko w tramę. Podstawki wąskie, gęsto upakowane, wąsko maczugowate. Bazydiospory zakrzywione, cylindryczne lub kiełbaskowate, mały do średnich, 4–7 × 1–2,5 µm.
Do rodzaju Hydnoporia zaliczono gatunki wcześniej należące do rodzaju Hymenochaete i innych rodzajów, znajdujące się w bardziej odległych kladach. Większość gatunków rozwija się na drewnie twardym. Niektóre mogą początkowo być pasożytami na roślinach drzewiastych i rozprzestrzeniać się między krzewami lub drzewami żywicieli, gdy stykają się one sąsiednimi gałęziami. Grzybnia wypełnia lukę i wiąże razem gałęzie. Jest to bardzo praktyczna metoda rozprzestrzeniania się patogenu grzyba z jednego żywiciela na drugiego i doprowadza do uśmiercenia ich gałęzi. Ten tzw. powietrzny transfer grzybni opisali A.M. Ainsworth i A.D.M. Rayner w 1990 r.
Gatunki
- Hydnoporia corrugata (Fr.) K.H. Larss. & Spirin 2019 – tzw. szczeciniak chropawy
- Hydnoporia diffissa Spirin & Miettinen 2019
- Hydnoporia gigasetosa (Parmasto) Miettinen & K.H. Larss. 2019
- Hydnoporia lamellata (Y.C. Dai & Niemelä) Miettinen & K.H. Larss. 2019
- Hydnoporia laricicola (S.H. He & Jiao Yang) Spirin & Miettinen 2019
- Hydnoporia latesetosa (S.H. He & Hai J. Li) Miettinen & K.H. Larss. 2019
- Hydnoporia lenta (G.A. Escobar ex J.C. Léger) Spirin & Miettinen 2019
- Hydnoporia olivacea (Schwein.) Teixeira 1986
- Hydnoporia rhododendri (Corfixen & Parmasto) Spirin & Miettinen 2019
- Hydnoporia rimosa (Tad. Ito) Spirin & Miettinen 2019
- Hydnoporia subrigidula (S.H. He & Hai J. Li) Miettinen & K.H. Larss. 2019
- Hydnoporia tabacina (Sowerby) Spirin, Miettinen & K.H. Larss. 2019 – tzw. szczeciniak żółtobrzegi
- Hydnoporia tabacinoides (Yasuda) Miettinen & K.H. Larss. 2019
- Hydnoporia yasudae (Imazeki) Spirin & Miettinen 2019

Nazwy naukowe na podstawie Index Fungorum. Nazwy polskie według Władysława Wojewody.